# Mont Iō (Shiretoko)
Pour les articles homonymes, voir Mont Iō (Akan), Mont Iō (Iō-jima) et Mont Iō (Yatsugatake).
Le mont Iō (硫黄山, Iō-zan), aussi appelé mont Iwo, est un stratovolcan andésitique actif de la péninsule de Shiretoko dans l'île de Hokkaidō au Japon. Il se trouve sur le territoire de la ville de Shari. Le mont Iō est connu pour ses éruptions de soufre liquide lors des éruptions de 1889 et 1936. Son nom signifie littéralement « montagne de soufre ».

## Histoire des éruptions
Le mont Iō a connu des éruptions aux dates suivantes :
1. 850 AD ± 500 ans ;
2. 1857–1858 ;
3. 23–26 septembre 1876 ;
4. 24–26 novembre 1880 ;
5. 9–26 août 1889 ;
6. 15 juin 1890 – inconnu ;
7. Décembre 1935 – octobre 1936.

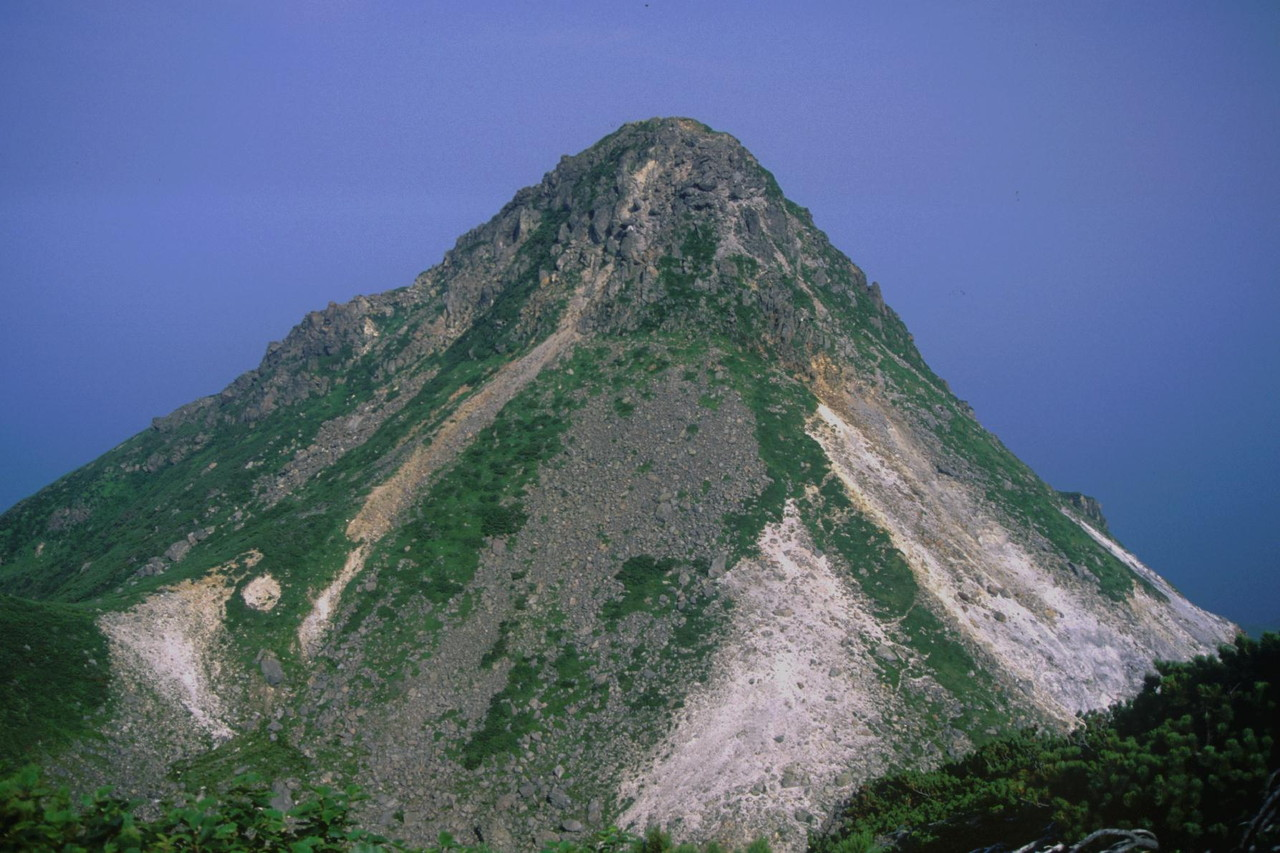
Vue du mont Iō près du sommet.
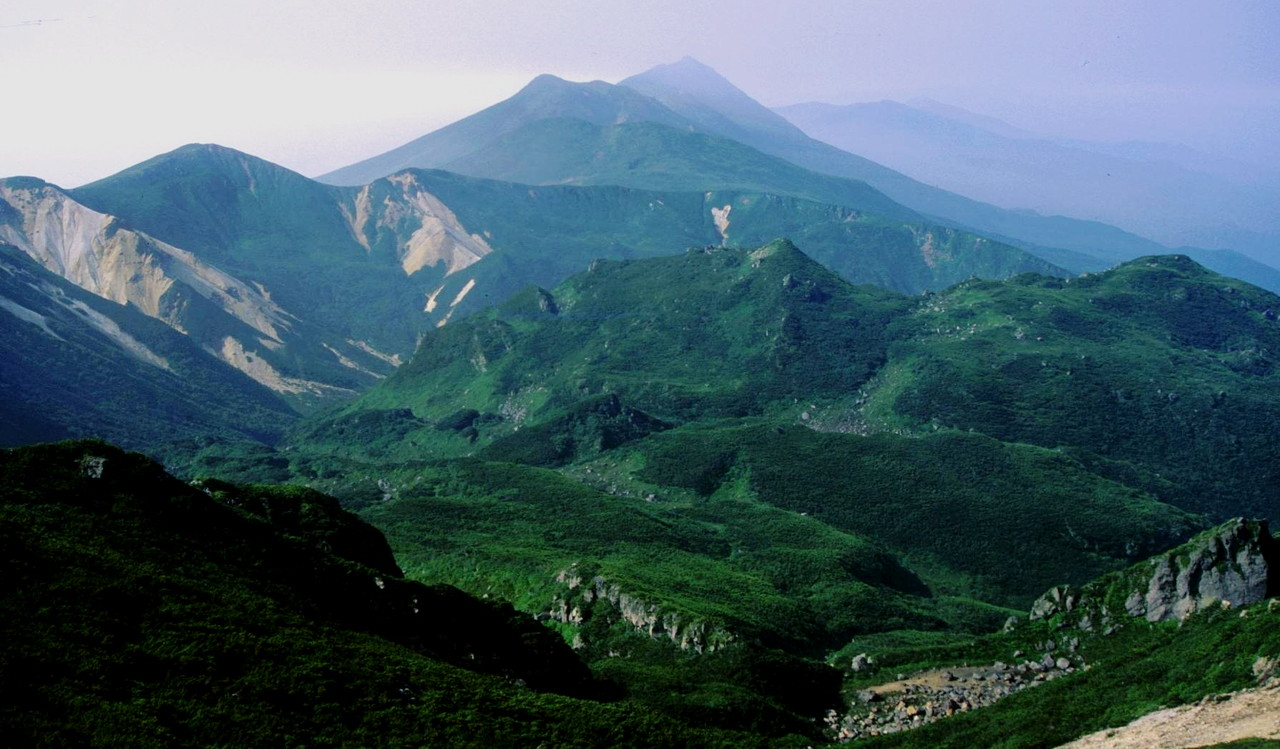
Vue des monts de la péninsule de Shiretoko depuis le mont Iō.
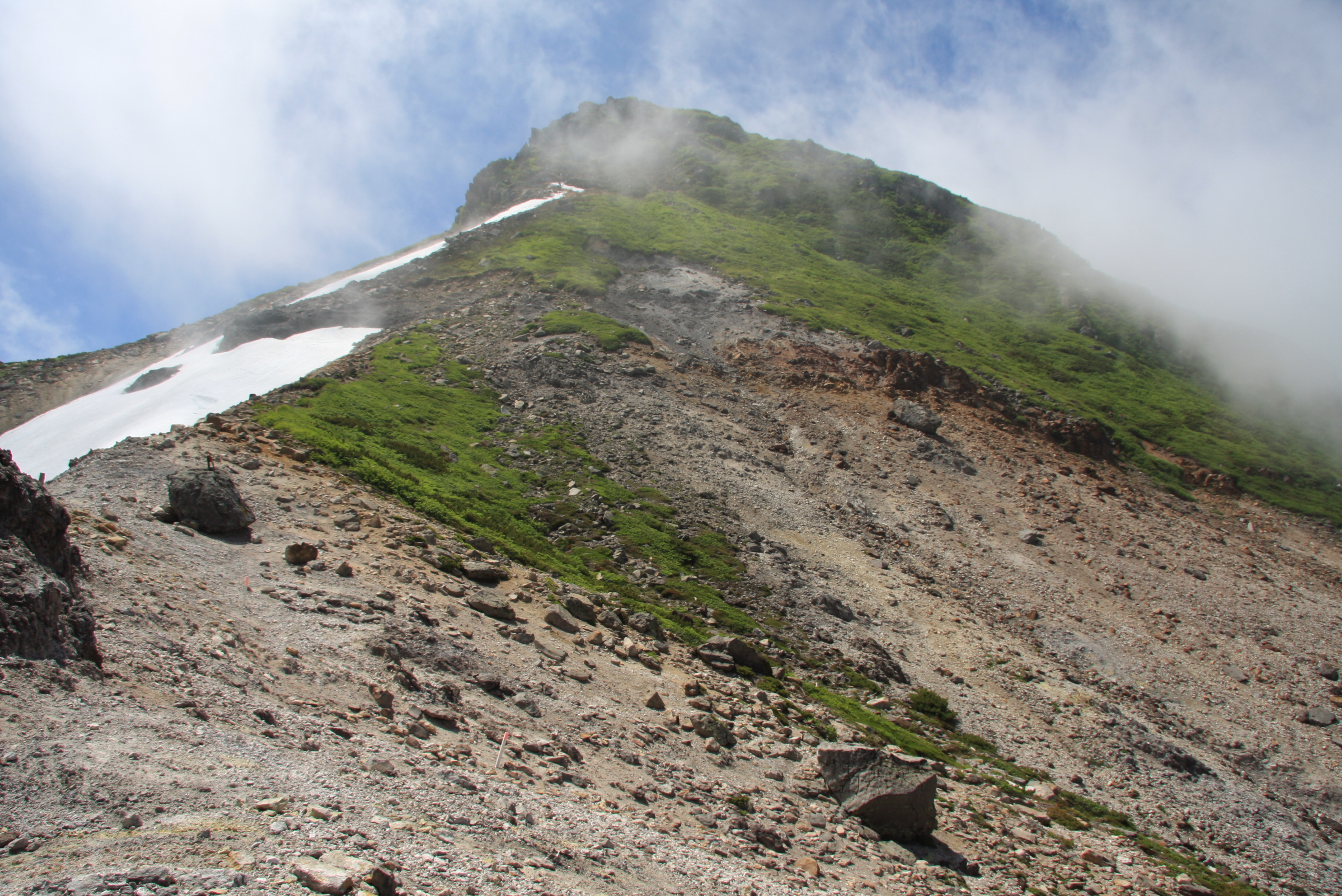
Vue en contrebas de la cime du mont Iō.